# Chi Sứ sa mạc
Chi Sứ sa mạc (sứ cát, sa huệ, sứ lùn, sứ Thái) danh pháp khoa học Adenium, là một chi thực vật có hoa thuộc họ Apocynum.
Tuy gọi là sứ nhưng loài này không phải cận chủng với Plumeria vốn có hoa thơm. Bông sứ cùi cũng đẹp, dạng nở loe nhưng không thơm. Sứ cùi được trồng làm cây kiểng phần vì thân cây vóc dàng vặn vẹo, chỗ phình, chỗ thắt... giới thưởng ngoạn co là có "thế" đẹp. Cây sứ cùi dạng bụi nên có thể trồng trong chậu, hợp với nghệ thuật bonsai.
Cây nhân giống từ hột nên có thể lai giống. Muốn y mẫu thì phải ghép cành. Tuy nhiên cây ghép thì thân cây không sần sùi, mập mạp hay uốn vặn như cây trồng từ hột.
Nhựa cây sứ cùi độc hại, xưa thổ dân Phi châu bôi nhựa lên đàu mũi tên để lợi dụng độc tố khi săn bắn.

## Danh sách loài
- Adenium arabicum Balf.f.
- Adenium boehmianum Schinz
- Adenium multiflorum Klotzsch.
- Adenium obesum (Forssk.) Roem. & Schult.
- Adenium swazicum Stapf[4][5]

Riêng loài Adenium namaquanum Wyley ex Harv.) đã được đổi thành Pachypodium namaquanum (Wyley ex Harv.) Welw.